# Platygaster luctuosa
Platygaster luctuosa är en stekelart som beskrevs av Jean-Jacques Kieffer och Herbst 1911. Platygaster luctuosa ingår i släktet Platygaster och familjen gallmyggesteklar. Inga underarter finns listade i Catalogue of Life.